# BP (企業)
BP（ビーピー 英: BP plc、旧ブリティッシュ・ペトロリアム 英：The British Petroleum Company plc）は、イギリス・ロンドンに本社を置き、石油・ガス等のエネルギー関連事業を展開する多国籍企業。現在世界の石油関連企業の中でも特に巨大な規模を持つ国際石油資本、いわゆる「スーパーメジャー」と総称される6社の内の1社である。
ロンドン証券取引所（LSE：BP）、ニューヨーク証券取引所（NYSE：BP）、フランクフルト証券取引所（FWB：BPE）へ上場しており、ロンドン証券取引所においてはFTSE100の構成銘柄になっている。

## 概要

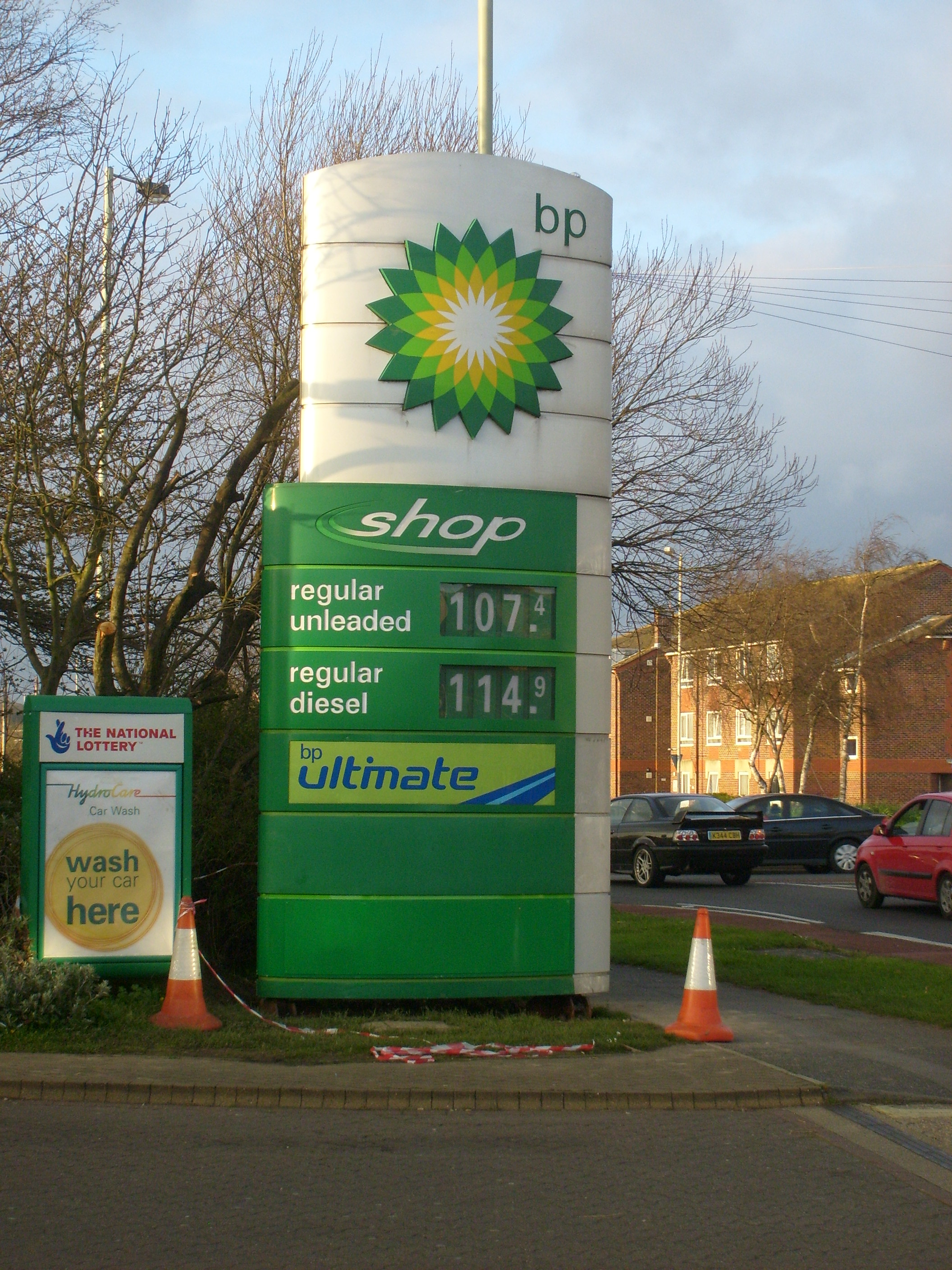
BPのガソリンスタンド

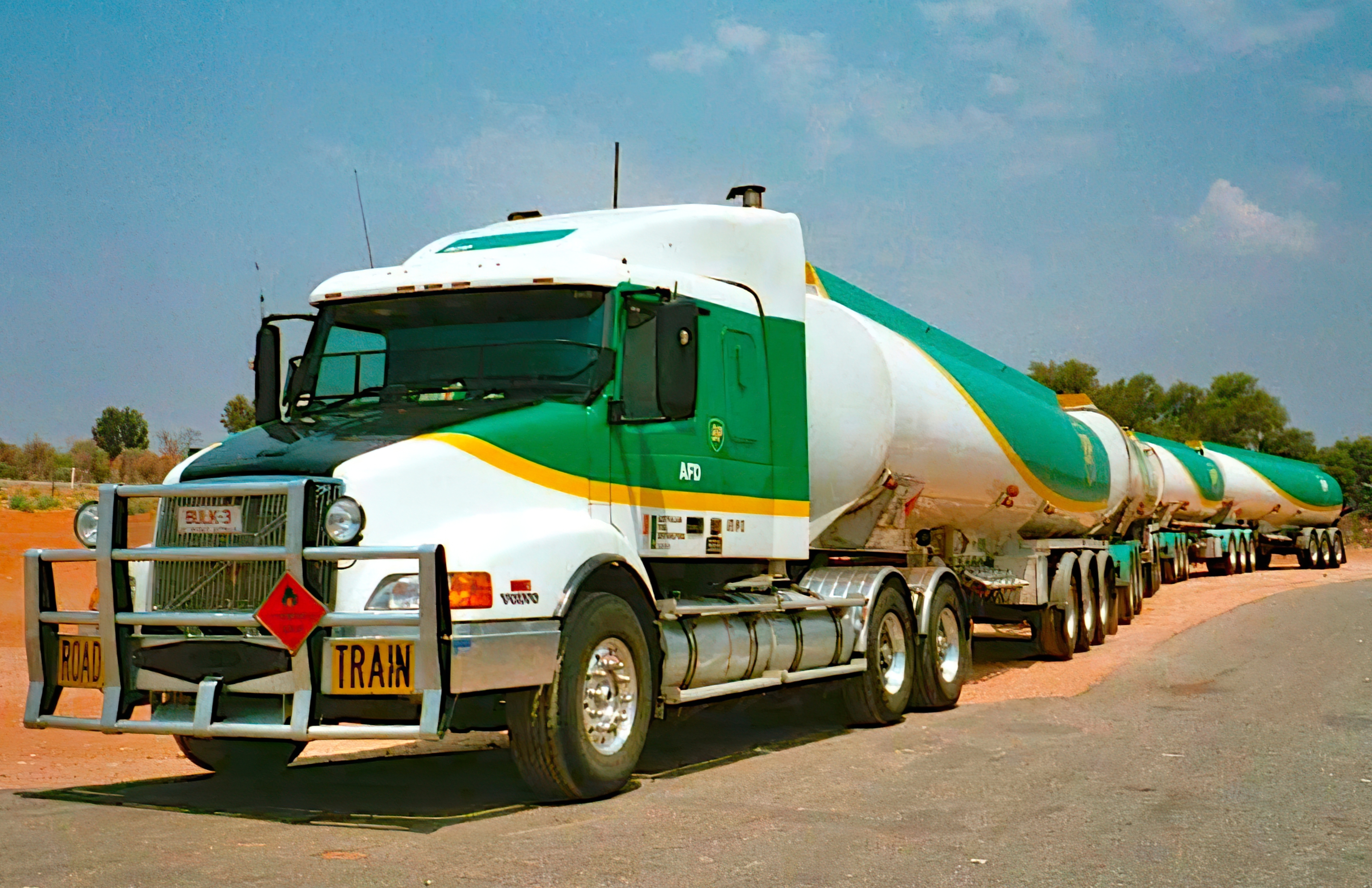
BPのオイルトレイン

第二次世界大戦後から1970年代まで、世界の石油の生産をほぼ独占状態に置いたセブン・シスターズ7社の内の一社である。BPは油田・ガス田の探査・採掘事業や精製事業、輸送・マーケティング、石油化学事業、電力事業、トレーディング事業など、石油・ガス関連事業の上流から下流まで垂直統合で一括で行っており、2018年12月31日時点で世界の約80か国において日量3,700万バレルの原油を生産し、およそ200億バレルの埋蔵量を保有している。
バイオ燃料や風力発電、スマートグリッド、太陽光発電などの再生可能エネルギー事業へも積極的に投資し、事業を拡大し続けている。
また、毎年発表するBP統計 (BP Statistical Review of World Energy) は世界の石油と天然ガスに関する統計資料として広く利用されている。
ロシア最大の国営石油会社であるロスネフチ（英：Rosneft）株を2006年のIPO時に1.25%取得し、2013年に18.5%を追加して19.75%まで高めたが、2022年のロシアによるウクライナ侵攻に抗議する形で同年2月27日に株式を売却するほか、ロシア国内での合弁事業も全て解消する意向を表明した。2020年のフォーチュン・グローバル500では総収益で世界8位にランクインしている。

## 日本での事業
日本では下記のような事業を展開している。
- インダストリアル（金属加工油剤や高性能潤滑剤の販売）
- グローバル マリン＆エナジー（船舶用潤滑油の販売）
- 石油化学事業部
- サプライ＆トレーディング
- 再生可能エネルギー

潤滑油販売については2法人（BPジャパン株式会社とBPカストロール株式会社）で事業展開しており、自動車用エンジンオイル事業はBPカストロール株式会社で行っている。
かつてはベイシアグループとともに「BP EXPRESS」としてセルフ方式のガソリンスタンドをベイシアグループのショッピングモールで21箇所展開していた（ガソリンそのものはジャパンエナジーが供給）。しかし、業績不振のために2002年8月1日、ジャパンエナジーが同業態を専門的に運営する新会社「株式会社ジェイ・クエスト」（2020年10月1日に「株式会社ENEOSジェイクエスト」に改称）を設立し、ガソリン販売からは撤退した。

## 沿革
- 1901年 - ウィリアム・ノックス・ダーシー (William Knox D'Arcy) がペルシャ政府（イラン）から石油採掘権を取得[12]。
- 1908年 - 5月26日、ダーシーがマスジェデ・ソレイマーンの地下1,200フィート（366メートル）で石油を掘り当てる[12]。
- 1909年 - ダーシーがアングロ・ペルシャン・オイル・カンパニー (APOC) を英国で設立、イランの油田操業を開始。
- 1915年 - イギリス石油業界全体で、年間輸入量が4,700万ガロンと飛躍的に増加[13]。
- 1932年 - 年間4,500万バレルを生産するようになったものの、ペルシャ政府は11月、APOCが権料（同社年間利益の16％）の支払いを怠ったとして石油事業協定の破棄を発表[注釈 1]。イギリス政府は12月、ペルシャ湾に艦隊を差し向け、破棄を撤回しない場合は国際司法裁判所に損害賠償請求を訴える旨を通告。一方、ペルシャ政府は12月14日、問題はペルシャ政府とAPOCとの間の協定でありイギリス政府は無関係として撤回を拒絶し、イギリス政府の威嚇的行為を国際連盟に訴えた[14]。
- 1933年 - 4月29日、ペルシャ政府とのあいだで新協定が締結[15]。
- 1935年 - アングロイラニアン・オイル・カンパニーに改称。
- 1951年 - イラン石油国有化法が施行。
- 1952年 - イギリス政府が、イラン石油国有化法は1933年のアングロ・ペルシャ石油会社との新協定に違反しているとして、イラン政府を国際司法裁判所に訴えた。ICJは和解案を提案したが、イラン政府が応じなかった（アングロイラニアン・オイル・カンパニー訴訟、The Anglo-Iranian Oil Co. case）。イギリス政府は安全保障理事会にも訴えたが、十分な票を獲得できず敗退した。
- 1953年 - イラン首相モハンマド・モサッデクが、アングロ・イラニアン石油会社が所有するイラン国内の権益の国有化を宣言し、アーバーダーン危機が発生。アングロ・イラニアン石油会社は持ち株会社を経て分割される。
- 1954年 - 後継会社のザ・ブリティッシュ・ペトロリアム・カンパニー・リミテッド（The British Petroleum Co Ltd.) が設立され、コンソーシアムで最大の40%が割り当てられる。
- 1960年 - BPの子会社BPファーイースト・リミテッドが東京に駐在員事務所を設立。
- 1964年 - BPマリン、日本で事業活動開始。
- 1979年 - BPエクスプロレーション、BPケミカルズ、BPファイナンスが東京事務所に加わる。
- 1984年 - BPジャパン・トレーディングが営業を開始。ペトロルブインターナショナルの株式20%を取得。（2019年時点で持分33.78%）
- 1987年 - 英国政府がBPに対する持ち株の31.5%を放出し、完全民営化を実現。東京証券取引所外国部に株式を上場。
- 1991年 - 日本におけるケミカル製品販売のため、BPケミカルズ株式会社を新たに設立。
- 1993年 - BPケミカルズ株式会社の名称をBPジャパン株式会社に改め、BPファーイースト・リミテッドの業務を引き継ぐ。これに伴い、BPファーイースト・リミテッドを閉鎖。
- 1999年 - アメリカの石油会社アモコ (Amoco) と合併し、英国本社社名がBPアモコ (BP Amoco plc.) となる。これにより世界第3位の石油企業グループとなる。
- 2000年 - 4月にアトランティック・リッチフィールド（ARCO）を、7月にカストロールを買収し、新しい統一ブランド「BP」を発表。
- 2001年 - 英国本社の名称をBP plc.（ビーピー・ピーエルシー）に変更。
- 2003年 - ロシアと出資を折半でTNK-BP を設立。世界金融危機のときに紛争の種となる。
- 2004年 - BPの日本国内における自動車用潤滑油事業統合に先立ち、BPジャパン株式会社を(a)自動車用潤滑油事業と(b)それ以外の事業に分割し、(b)を分離。(a)をBPジャパン・ルブリカンツ株式会社に変更し、(b)をBPジャパン株式会社に変更し、自動車用潤滑油事業以外の事業を継承。
- 2005年 - ペトロルブ・インターナショナル株式会社とBPジャパン・ルブリカンツ株式会社がペトロルブを存続会社とする合併を行い、自動車潤滑油事業を統合。社名をBPカストロール株式会社へ変更。
- 2010年 - メキシコ湾原油流出事故が発生。被害回復のため、200億ドルを拠出することで、オバマ大統領と合意。
- 2022年 - ロシアによるウクライナ侵攻に伴い、ロシア国内の事業から撤退（前述）。同年1～3月期の実質的な最終利益は62億ドル（約8000億円）だったが、ロシア石油大手ロスネフチ株（19.75％）の価値をゼロにした場合の損失見積額は約255億ドル[16]。 その後の10月17日、アメリカの再生可能天然ガス企業アーキア・エナジー（本社:テキサス州ヒューストン）を買収すると発表した[17]。

## 社会への影響
- BPの副議長クリストファー・レイドロー（英語版）は、コンピュータ・メーカー、コンピュータ・サービス会社のインターナショナル・コンピューター・リミテッド（ICL）（英語版）が1981年に経営危機に陥った際に、政府の再生委員会の委員長を務めた。ICLに対するイギリス政府の救済融資（英語版）を元手にICLの経営を再建し、富士通による1990年のICL買収も支援した[18]。